# 李威 (前秦)
李 威（り い、? - 374年）は、五胡十六国時代前秦の人物。字は伯龍。漢陽郡の出身。前秦の3代君主苻堅の母である苟太后の従弟（父の姉妹の子）に当たる。

## 生涯
若い頃より前秦に仕えていた。従姉の苟夫人からは寵遇されており、その夫である魏王苻雄とも親交深く、刎頚の交わりを結んでいたという。
苻生の時代、時期は不明だが左衛将軍に任じられている。
苻雄の子である東海王苻堅は幾度も苻生により害されそうになったが、李威の取りなしにより危機を免れた。苻堅はこれに深く感謝し、李威に対しては父に接するかの如く師事した。
357年、暴虐であった苻生に代わって苻堅を即位させる計画が持ち上がると、李威は苟夫人と共にその謀略の立案を行った。政変が無事に成功して苻堅が位を継ぐと、李威は衛将軍・尚書左僕射に任じられた。
9月、苟太后は清河公苻法（苻堅の異母兄）が変事を為して苻堅の地位を脅かすでのではないかと恐れ、謀殺を目論んだ。李威はこれに協力し、共に誅殺の計画を定めた。11月、計略は成功し、苻法は死を賜った。
李威は王猛が賢人である事を見抜き、苻堅へ度々重く用いるよう推挙していた。苻堅はこれに従って王猛に国事を委ねるようになった。苻堅は王猛へ「李公（李威）が汝を理解しているのは、まるで管仲を知る鮑叔牙のようであるな。」と語り、王猛もまた李威を兄のように敬っていたという。
359年12月、昇進を重ねて領護軍に任じられ、建寧侯に封じられた。
365年7月、匈奴右賢王曹轂が前秦に背き、二万の兵を率いて杏城を攻撃すると、苻堅は自ら征伐に赴くと共に、李威を衛大将軍に任じて王猛と共に太子苻宏の補佐と首都である長安防衛を命じた。10月、征北将軍・淮南公苻幼が杏城の兵を率い、苻堅不在の隙に乗じて襲来すると、李威は出撃してこれを破り、苻幼を討ち取った。11月、功績により太尉に任じられ、すぐに侍中を加えられた。
370年11月、 前燕征伐に赴いていた王猛が連戦連勝で鄴を包囲するに至ると、苻堅は自ら軍を率いてその援護に向かった。この時、李威は太子苻宏の補佐と長安防衛を命じられた。
374年、この世を去った。烈公と諡された。

## 逸話
ある時、苻堅は起居注や著作郎らが記した史書を取り寄せて閲覧したが、そこには苟太后が李威に辟陽の寵（后妃と大臣が私通する事。呂后が辟陽侯審食其と関係を持っていた故事に因む）を授けていた事が記されていた。苻堅はこれを読んでひどく恥じ入り、その書を焼くよう命じた。さらに、史官を取り調べてこの内容を記した者に罪を加えようとしたが、既に著作郎趙泉・車敬らは死去していたので取り止めとなった。

## 評価
前涼の涼州牧張瓘が前秦からの使者である閻負・梁殊へ、秦にはどのような名臣・名将がいるかと問うた時、閻負らは雄毅厚重にして権智に果てが無い人物として李威の名を挙げている。